# Mieszko le Jeune
Mieszko le Jeune (en polonais Mieszko Młodszy), de la dynastie des Piasts, est né entre 1160 et 1165, et mort le 2 août 1193. Il est le fils de Mieszko III le Vieux et de sa seconde épouse Eudoxia de Kiev.
Il a été duc de Kalisz de 1191 à 1193.
Son nom apparaît pour la première fois dans un document de 1167 rédigé par Casimir II le Juste et Mieszko III lors de la réunion des ducs polonais qui a eu lieu à Jędrzejów.
En 1177, une révolte de la noblesse de Petite Pologne chasse Mieszko III de son trône. Casimir II le Juste lui succède à Cracovie. Odon s’était joint à la révolte contre son père qu’il accusait de vouloir favoriser les enfants de son second mariage avec Eudoxie. Il voulait obtenir le duché de Grande-Pologne par la force. En 1179, Mieszko III est obligé de s’enfuir de Grande Pologne, en compagnie de ses jeunes fils (Boleslas, Mieszko et Ladislas). Ils trouveront refuge en Poméranie. Il revient en Pologne probablement avec son père en 1181.
En 1184, Lech de Mazovie se rapproche de Mieszko III le Vieux de Grande Pologne. Il confie à son fils Mieszko le poste de gouverneur de Mazovie et le désigne probablement comme son successeur. Par la suite, Lech changera d’avis, chassera Mieszko le Jeune et désignera Casimir II le Juste comme héritier.
En 1191, Mieszko III le Vieux offre le duché de Kalisz à son fils Mieszko le Jeune.
Mieszko le Jeune meurt le 2 août 1193, ne laissant aucun enfant. Il est inhumé à la collégiale Saint Paul de Kalisz. Mieszko III le Vieux donne le duché de Kalisz à son demi-frère Odon.